# Grimdark
Grimdark – podgatunek fantastyki o tonie, stylu lub scenerii, który jest szczególnie dystopijny, amoralny lub pełen przemocy. Termin jest inspirowany hasłem strategicznej gry stołowej Warhammer 40,000: In the grim darkness of the far future there is only WAR. Grimdark jest blisko związany z dark fantasy.